# Motörhead
Motörhead — британская хэви-метал-группа, оказавшая большое влияние на развитие всей тяжёлой музыки, в частности, на возникновение спид-метала. Музыку группы можно охарактеризовать как сочетание хард-рока, панк-рока и прото-трэша.
Группа была образована в 1975 году басистом, вокалистом и автором текстов Иэном Фрейзером Килмистером по прозвищу Лемми (Ian Fraser «Lemmy» Kilmister), который на протяжении всего длительного существования группы был её единственным постоянным участником. Motörhead обычно представляла собой трио. Группа достигла наибольшей популярности в начале 1980-х годов, когда альбом Ace of Spades (1980) получил статус золотого, заняв четвёртое место в британском хит-параде, а концертный альбом No Sleep 'til Hammersmith занял первое место через пять дней после своего выхода. Эти альбомы наряду с Overkill и Bomber закрепили за Motörhead репутацию основной британской хард-рок-группы своего времени.
Кроме того, Motörhead в свое время была признана «самой громкой группой» (мощность звука в децибелах).
Хотя музыку Motörhead часто относят к хеви-метал, спид-метал или трэш-метал и даже называют[кто?] группу родоначальником двух последних стилей, Лемми не любил подобные ярлыки и предпочитал называть свою музыку просто — «рок-н-роллом».
Темы песен группы чаще всего — это война, борьба добра со злом, злоупотребление властью, беспорядочный секс, злоупотребление наркотиками и «жизнь в дороге».
Логотип группы, Snaggletooth (War-Pig) впервые появился на обложке альбома в 1977 году и с тех пор в разных вариациях присутствует во многих других альбомах группы; он был изобретён в 1977 году известным в рок-среде художником Джо Петаньо. Автор образа так прокомментировал своё творение: «Вдохновение? Ну конечно же, я изобразил разъяренного ублюдка! Такого, как, например, Лемми. Я долго изучал типы черепов — и в итоге пришёл к прекрасной комбинации гориллы, волка и собаки. Плюс, конечно, рога. Ну а Лемми уже добавил шипы, цепи и прочую амуницию».

## Ранний период

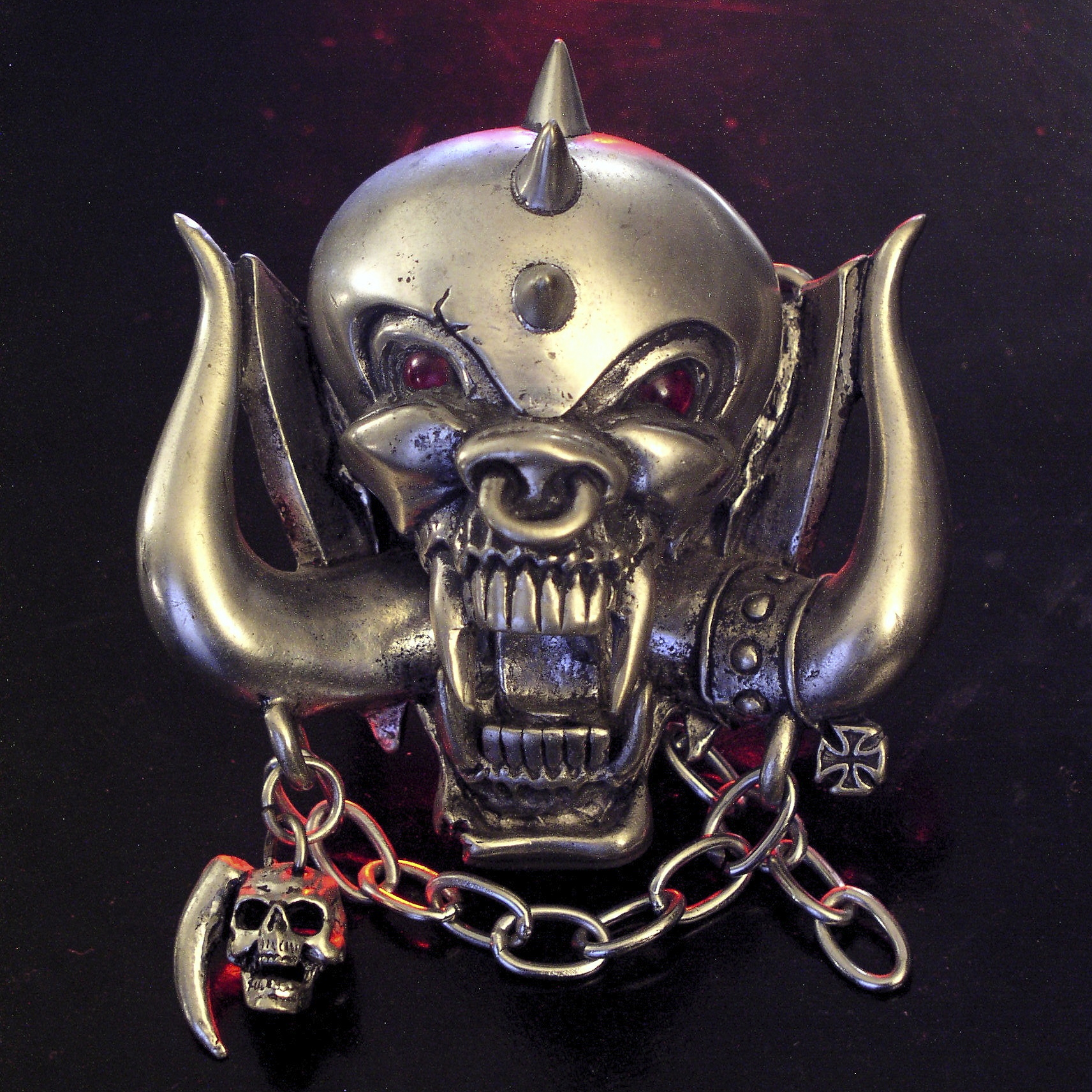
«War-Pig» — бессменный символ Motörhead

После того, как Лемми выгнали из группы Hawkwind за злоупотребление наркотиками, он решил создать новую группу, которую сначала хотел назвать Bastard («Ублюдок»), но менеджер группы отговорил его от этого, сказав, что с таким названием группа вряд ли добьётся популярности. Тогда Лемми решил назвать группу Motörhead по названию своей последней песни, которую он сочинил для Hawkwind. На американском сленге слово «Motorhead» означает «амфетаминовый наркоман». «Для красоты» этого слова Лемми решил использовать хеви-метал-умлаут — «ö».
Лемми заявил, что его группа должна стать «самой грязной рок-н-ролльной группой в мире» («the dirtiest rock n' roll band in the world»). Первый состав группы, помимо самого Лемми (бас и вокал), включал гитариста Ларри Уоллиса (Larry Wallis, экс-«Pink Fairies») и ударника Лукаса Фокса (Lucas Fox). Первое выступление группы состоялось 20 июля 1975 года. 19 октября 1975 года Motörhead сыграла 10 песен на разогреве у Blue Öyster Cult на концерте в Hammersmith Odeon. Во время записи первого альбома Фокс был заменён на другого ударника — Фила Тейлора по прозвищу «Грязное Животное» (Phil «Philthy Animal» Taylor). Тем не менее звукозаписывающая компания United Artists Records осталась недовольна записанным материалом, и дебютный альбом On Parole вышел в свет только в 1979 году, после того, как группа уже добилась популярности с альбомами Overkill и Bomber.
Решив, что группе необходим второй гитарист, Лемми пригласил в группу Эдди Кларка (Eddie «Fast» Clarke), однако Уоллис вскоре сказал, что покидает группу. Таким образом из гитаристов остался только Кларк, а идея по поводу двух гитаристов в группе так и не реализовалась. Это мощное трио — Лемми, Кларк и Тэйлор — теперь принято считать «классическим» составом Motörhead. Максимальной популярности группа достигла именно в этом составе после выхода альбома Ace Of Spades в начале 1980-х годов и концертного альбома No Sleep 'til Hammersmith.

## На пути к успеху
Первый официальный одноимённый альбом группы (хотя фактически он был записан вторым, но альбом 1976 года On Parole был выпущен только в 1979 году) увидел свет в ноябре 1977 года и добрался до 43 места в британском хит-параде. В следующем году был записан сингл «Louie Louie», который принёс группе её первый успех и возможность появиться на радио BBC Radio 1 и телевидении в передаче BBC «Television’s Top of the Pops». Этот успех позволил звукозаписывающей компании Bronze Records решиться записать с группой новый студийный альбом. Сингл «Overkill» предварил выход одноимённого альбома и был выпущен в марте 1979 года. Этот альбом стал первым альбомом группы, попавшим в UK Top 40 и достигшим в итоге 24-го места. Вслед за альбомом в июне того же года был выпущен сингл «No Class», не превзошедший однако успеха альбома Overkill.
В июле—августе 1979 года группа работала над своим следующим альбомом Bomber, который был издан в октябре того же года и достиг 12 места в британском хит-параде. И только после этого успеха, когда группа отправилась в тур в поддержку нового альбома, United Artists решились выпустить «дебютный» On Parole. 8 мая 1980 года был выпущен EP The Golden Years, который продавался лучше, чем все предыдущие релизы группы и достиг 8 места в британском чарте. В ноябре того же года был выпущен ещё один EP под названием Beer Drinkers and Hell Raisers, куда вошли записанные ранее, но не вошедшие ни в один альбом 4 трека.

## 1980-е годы

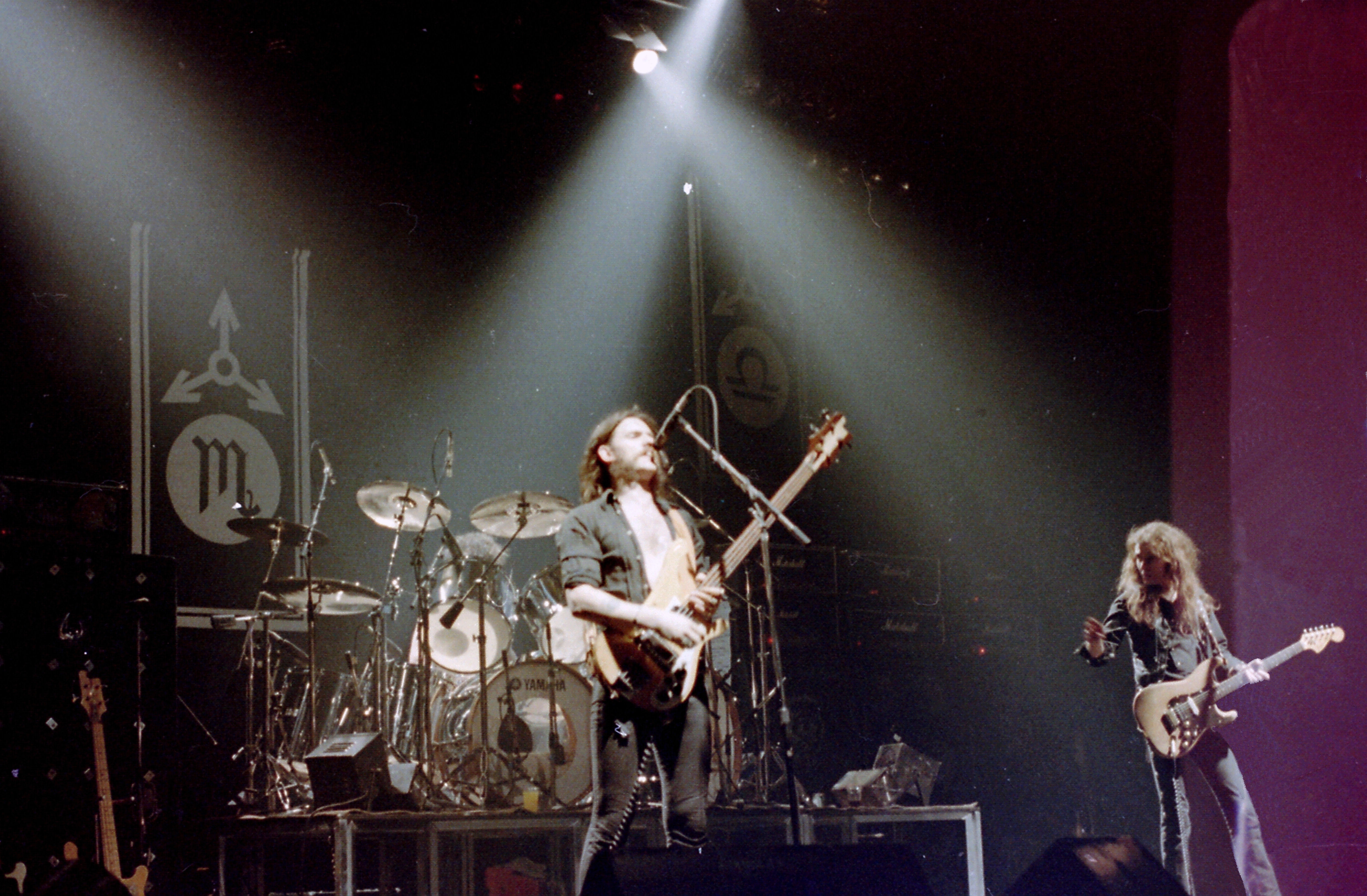
Motörhead на выступлении в Порт-Толботе (1982)

В течение августа и сентября 1980 года группа записывает новый альбом в Jackson’s Studios Рикмансуорте с продюсером Виком Мэйлом. Сингл «Ace of Spades» был выпущен 27 октября 1980 года, предваряя одноимённый альбом, который вышел 8 ноября. Он стал первым альбомом группы, получивший титул золотого. Одноимённую песню из этого альбома можно считать своеобразным гимном Motörhead, который «поверг в шок английские хит-парады и доказал всем, что группа может достигнуть успеха, не жертвуя своим грубым и скоростным стилем» («put a choke on the English music charts and proved to all that a band could succeed without sacrificing its blunt power and speed»). По мнению сайта The BNR Metal Pages, альбом стал одним из лучших метал-альбомов за всю историю.
В течение марта 1981 года группа гастролировала по Европе, а последнюю неделю месяца посвятила турне по Великобритании под названием «Short Sharp, Pain In The Neck», записи с которого были использованы в альбоме No Sleep ’til Hammersmith. Альбом вышел в свет в июне 1981 года и занял первую позицию британского хит-парада спустя пять дней после своего выхода.
В апреле 1982 года вышел альбом Iron Fist, достигший 6 места в британских чартах и ставший последним альбомом «классического» состава группы: в мае после концерта в Нью-Йорке Кларк покинул Motörhead. В поисках гитариста группа обратилась к Брайану Робертсону (англ. Brian Robertson), игравшему прежде в Thin Lizzy, и тот согласился помочь Motörhead завершить турне, а также подписал контракт на запись одного альбома. Альбом Another Perfect Day, записанный с «Роббо» в 1983 году стал самым мелодичным в истории группы. Новыми участниками группы в 1984-м году стали сразу двое гитаристов — Фил Кэмпбелл (Phil Campbell) и Майкл Берстон под сценическим псевдонимом Wurzel. Вскоре после этого Тэйлор покинул группу, а его место за барабанной установкой занял Пит Джилл (Pete Gill) из Saxon, которого рекомендовал Кэмпбелл.
Посчитав, что группе с новым составом будет сложно поддерживать свою популярность, звукозаписывающая студия решила выпустить сборник. Узнав об этом, Лемми настоял на том, чтобы в него были включены несколько новых песен. Одной из таких песен и стал первый хит группы в новом составе «Killed By Death», а сама пластинка No Remorse, вышедшая в сентябре 1984 года, добралась до 14 места в британских чартах, получив статус серебряной. Вслед за этим Motörhead отправились в масштабное мировое турне.
Следующий полноформатный студийный альбом Orgasmatron вышел после двухлетнего перерыва в августе 1986 года и мгновенно попадает в Top-30 британского хит-парада, достигнув 21-го места, вернув группе позиции, утраченные в ходе двухлетнего перерыва в студийной работе, связанного с судебными разбирательствами со звукозаписывающей компанией. Вышедший год спустя альбом Rock’n’Roll (1987) только закрепил успех, принеся поклонникам ещё одну радостную весть — «Филти» возвращается на свой пост за барабанной установкой.
В начале 1990 года Лемми с радостью откликнулся на просьбу своего старого друга Оззи Осборна поработать над его новой пластинкой. Лемми написал для Оззи четыре песни — «I Don’t Wanna Change The World», «Mama, I’m Coming Home», «Hellraiser» и «Desire». Оззи вскоре вернул долг вежливости за помощь в работе над No More Tears, спев с Лемми дуэтом в последующем альбоме Motörhead балладу «I Ain’t No Nice Guy».

## 1990-е и 2000-е годы

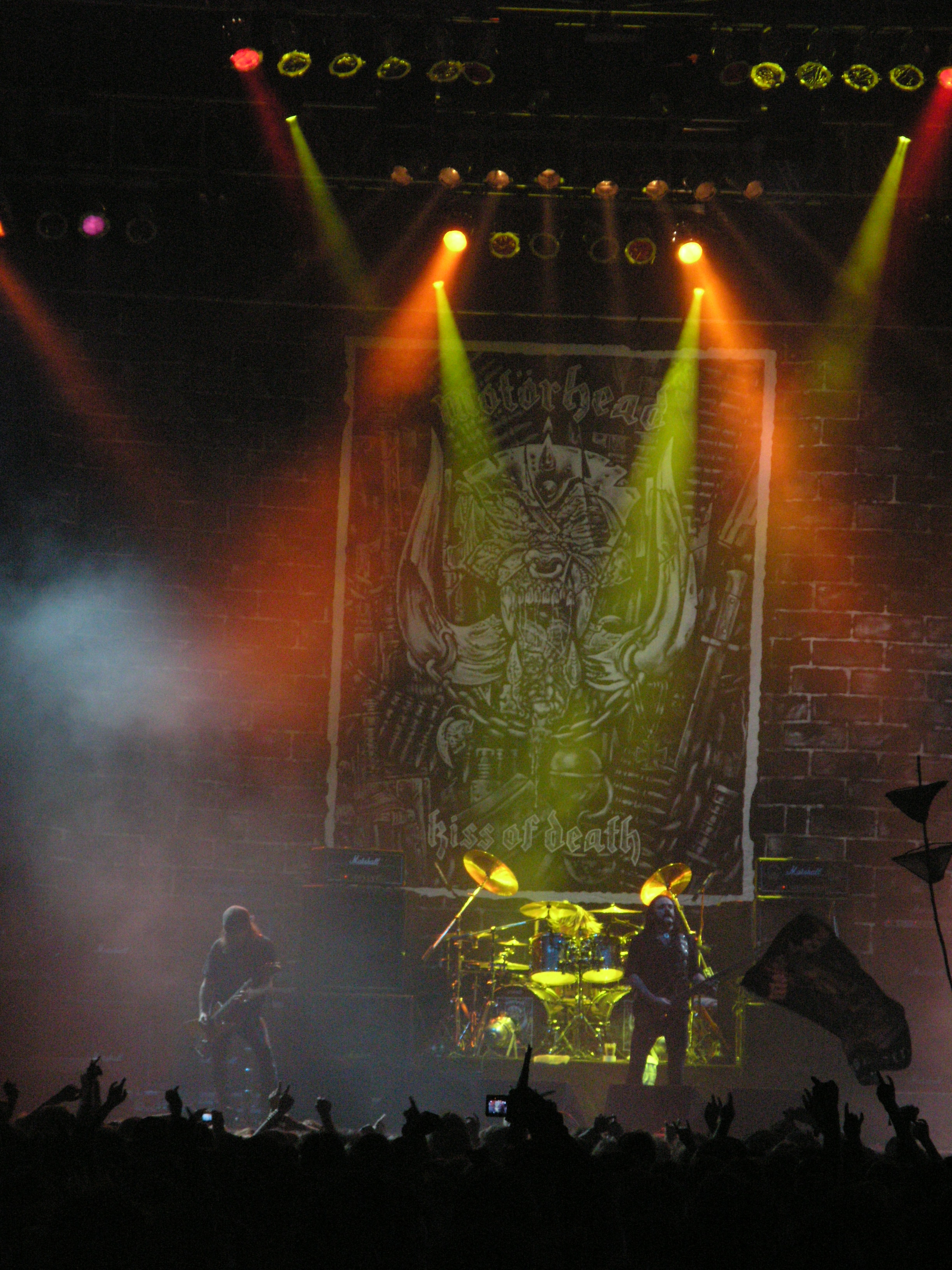
Motörhead во время концерта на фестивале «Masters of Rock» в 2007 году

Альбомы 1916 (1991) и March Or Die (1992) Motörhead выпустили на транснациональном лейбле Sony Music. Альбом 1916 достиг 24 места в британских чартах.
При записи March Or Die «Филти» во второй раз за свою карьеру покинул ряды Motörhead, и за него в альбоме внештатно отбарабанил Томми Олдридж (Tommy Aldridge) (Black Oak Arkansas, Ozzy Osbourne, Whitesnake и др.), а также Микки Ди (Mikkey Dee) (King Diamond, группа Дона Доккена, World War III). Последний затем примкнул к группе, и первый же альбом, записанный с его участием — Bastards (1993). Следующий альбом — Sacrifice (1995) — стал последним альбомом Вюрцеля в составе группы, и с этого момента Motörhead вновь, как и в начале 1980-х, играли в составе трио.
Концерты группы почти никогда не обходились без присутствия специальных гостей. Так, во время концертов Motörhead на сцену с ними выходили музыканты из Guns N' Roses, Queen, Twisted Sister, Metallica, Iron Maiden, Accept, Sepultura, Girlschool, Ugly Kid Joe и многих других известных групп.
Одним из подарков Лемми на его 50-летие в 1995 году стало выступление Metallica под названием The Lemmys — в ходе празднования юбилея Metallica в полном составе загримировалась под Лемми и исполнила со сцены сет, полностью состоящий из классических хитов Motörhead (4 кавер-версии песен Motörhead вошли в альбом группы Metallica Garage, inc.).
Motörhead выпускали альбомы с периодичностью раз в полтора года и практически постоянно находились в турне — по 9 месяцев в году музыканты не бывали дома и выступали по всему миру, и где бы они ни играли, всюду на их концерты приходили многотысячные толпы поклонников.
В 2005 году Motörhead получила свою первую награду Grammy в категории «лучшее исполнение в жанре метал».

## 2010—2019 годы, смерть Лемми и распад группы
В ноябре 2009 года в интервью ABORT Magazine’s E.S. Day Лемми сказал, что Motörhead попадёт в студию в феврале 2010 года для записи своего нового альбома.
В интервью венгерскому телевидению в июле 2010 года Микки Ди заявил, что работа над альбомом была закончена.
Альбом вышел 14 декабря 2010 года под названием The Wörld Is Yours и включал в себя 11 треков.
В конце 2012 — начале 2013 года стало известно, что Motörhead ведут работу над новым студийным альбомом. Диск, получивший название Aftershock, вышел 21 октября 2013 года на лейбле UDR GmbH.
Летом 2013 года Лемми перенёс операцию на сердце (ему был установлен кардиостимулятор), и группа приостановила свою концертную деятельность. Во время выступления на фестивале в Вакене Motörhead были вынуждены уйти со сцены, сыграв всего шесть песен. Несмотря на состояние здоровья, Лемми не был намерен прекращать карьеру. По словам музыканта, если здоровье не позволит ему ездить в турне, он всё равно продолжит выпускать альбомы.
В начале лета 2015 года стало известно, что выход очередного альбома группы — Bad Magic — запланирован на 28 августа 2015 года.
Европейский тур группы был прерван 11 декабря 2015 года, когда состоялся концерт в Берлине, в Max-Schmeling Halle. На бис музыканты исполнили песню 1979 года Overkill. Концерт войдет в историю как последнее выступление Motörhead.
28 декабря 2015 года лидер Motörhead Лемми Килмистер умер в возрасте 70 лет. Он стал вторым за год умершим участником Motörhead после Фила Тейлора, скончавшегося месяцем ранее. На следующий день барабанщик Микки Ди сделал заявление о том, что группа прекращает своё существование. Позже Микки Ди сказал, что Motörhead может собраться, чтобы дать выступление в память о Лемми.
Вскрытие показало, что причиной смерти Лемми стал рак предстательной железы, сердечная аритмия и застойная сердечная недостаточность.
10 июня 2016 года UDR Music выпустил первоначально запланированный к релизу 27 мая того же года, Clean Your Clock, архивный концертный альбом Motörhead, содержащий записи, сделанные 21-22 ноября 2015 года в Zenith, в Мюнхене. 1 сентября 2017 года на лейбле Silver Lining Music Motörhead выпустили Under Cöver, сборник кавер-версий группы, сделанных ею за всю её историю. Также он содержал несколько новых треков.
10 января 2018 года в возрасте 67 лет от пневмонии скончался последний участник «золотого» состава группы Эдди Кларк.
19 сентября 2019 года в возрасте 70 лет по неизвестной причине скончался оригинальный гитарист Motörhead Ларри Уоллис.

## Дискография

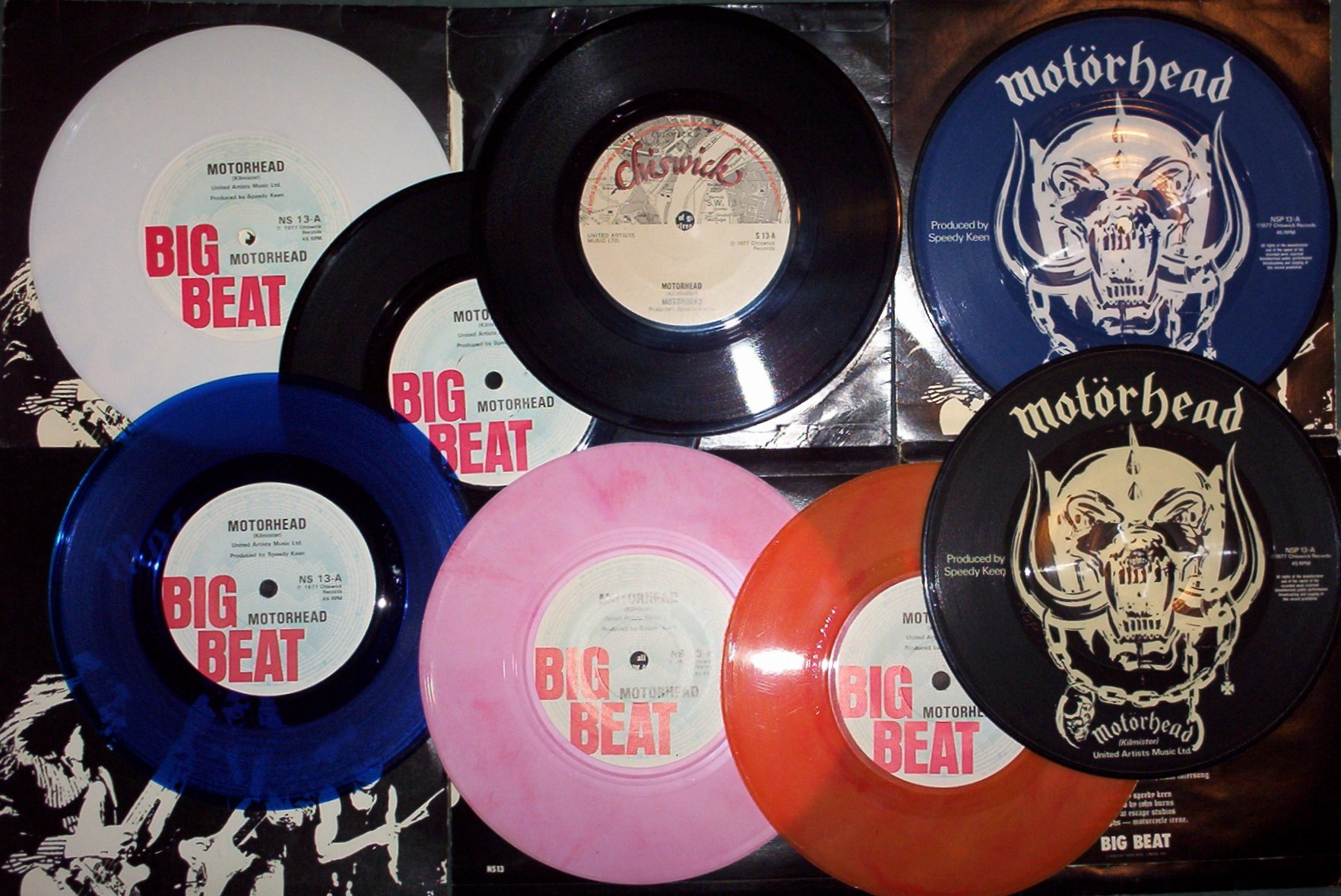
Фото различного оформления винилового издания сингла «Motörhead»

- On Parole — 1975 (выпущен в 1979 году)
- Motörhead — 1977
- Overkill — 1979
- Bomber — 1979
- Ace of Spades — 1980
- Iron Fist — 1982
- Another Perfect Day — 1983
- Orgasmatron — 1986
- Rock 'N' Roll — 1987
- 1916 — 1991
- March ör Die — 1992
- Bastards — 1993
- Sacrifice — 1995
- Overnight Sensation — 1996
- Snake Bite Love — 1998
- We Are Motörhead — 2000
- Hammered — 2002
- Inferno — 2004
- Kiss of Death — 2006
- Motörizer — 2008
- The Wörld Is Yours — 2010
- Aftershock — 2013[26]
- Bad Magic — 2015

### Трибьюты
Начиная с 1997 года, Motörhead были посвящены трибьюты-альбомы, выпущенные в разное время разными исполнителями. Жанры, в которых играли исполнители, колебались от панк-рока, хардкора и рока до блэка, дэта и индастриала.
- Built for Speed: A Motörhead Tribute: 1999, Victory Records, различные панк и хардкор исполнители[27]
- A Motorhead Tribute: 2000, Pink Honey Records, различные рок-исполнители[28]
- Tribute to Motorhead: 2006, Crimson Mask, various (black/death metal) artists[29]
- Dead Forever: Tribute to Motörhead: 1999, Dwell, various (death metal and industrial artists)[30]
- Killed By Death: 1997, MAKE 'EM DEAF FOREVER — A TRIBUTE TO THE LOUDEST BAND IN THE WORLD — MOTORHEAD[31]
- Homenaje a Motörhead: Spanish release, 2005, El Diablo.[32]
- Remember Me Now… I’m Motörhead: 2005, Scatboy Records, USA[33]
- Motörmorphösis — A Tribute to Motörhead Part 1 2001, Remedy Records[34]
- Saint Valentine’s Day Massacre — Tribute to Motorhead: 2005, Bad Reputation Records[35]
- Strength to Endure — A Tribute to Ramones and Motorhead by Rioygun and Bullet Treatment: 2002, Basement Records[34]
- Sheep In Wolves' Clothing 2008. Compiled and released by the band’s Fan Club, Motorheadbangers World; features contributions from The Deviants with Philthy Animal Taylor and Girlschool with Fast Eddie Clarke[36]

## Состав группы
| Последний состав - Иэн «Лемми» Килмистер — бас-гитара, ведущий вокал (1975—2015; умер в 2015) - Фил Кэмпбелл — гитара, бэк-вокал (1984—2015) - Микки Ди — ударные (1992—2015) | Предыдущие участники - Ларри Уоллис — гитара, бэк и иногда ведущий вокал (1975—1976; умер в 2019) - Лукас Фокс — ударные (1975) - Фил «Грязное Животное» Тэйлор — ударные (1975—1984, 1987—1992; гостевое выступление 2014; умер в 2015) - Эдди «Фаст» Кларк — гитара, бэк и иногда ведущий вокал (1976—1982; гостевое выступление 2014; умер в 2018) - Брайан «Роббо» Робертсон — гитара, бэк-вокал, иногда фортепиано (1982—1983) - Мик «Вёрзель» Бёрстон — гитара, бэк-вокал (1984—1995; умер в 2011) - Пит Гилл — ударные (1984—1987) Концертные/сессионные музыканты - Гарри Боулер — ударные (1991; как сессионный музыкант) - Томми Олдридж — ударные (1992; как сессионный музыкант) - Тодд Ютт — гитара (2003; заменял Фила Кэмпбелла на некоторых концертах, когда у того умерла мать) - Мэтт Сорум — ударные (2009; заменял Микки Ди во время концертного тура по США) |